# Новое Малиново
Новое Малиново  — деревня в Торжокском районе Тверской области. Входит в состав Яконовского сельского поселения.

## География
Находится в центральной части Тверской области на расстоянии приблизительно 28 км на северо-запад по прямой от районного центра города Торжок.

## История
Деревня была известна еще до Октябрьской революции. В 1938 году здесь было учтено 19 дворов.

## Население
Численность населения: 6 человек (русские 100 %) в 2002 году, 0 в 2010.